# Berka/Werra
Berka/Werra é uma localidade e antigo município da Alemanha localizada no distrito de Wartburgkreis, estado da Turíngia. Desde 1 de janeiro de 2019, forma parte do município de Werra-Suhl-Tal.
A cidade de Berka/Werra é membro e sede do Verwaltungsgemeinschaft de Berka/Werra.